# Cuzac
Cuzac ist eine französische Gemeinde mit 242 Einwohnern (Stand 1. Januar 2022) im Département Lot in der Region Okzitanien. Sie gehört zum Arrondissement Figeac und zum Kanton Figeac-2.
Nachbargemeinden sind Lentillac-Saint-Blaise im Nordwesten, Felzins im Norden, Bouillac im Osten, Asprières im Süden und Capdenac im Westen.

## Bevölkerungsentwicklung
| Jahr      | 1962 | 1968 | 1975 | 1982 | 1990 | 1999 | 2008 | 2018 |
| --------- | ---- | ---- | ---- | ---- | ---- | ---- | ---- | ---- |
| Einwohner | 217  | 207  | 213  | 245  | 220  | 194  | 231  | 238  |